# Mohammad Amir
Mohammad Amir (Urdu محمد عامر; * 13. April 1992 in Gujar Khan, Pakistan) ist ein ehemaliger pakistanischer Cricketspieler, der als 17-Jähriger sein Debüt in der pakistanischen Nationalmannschaft als Bowler gab. Auf Grund von Spot Fixing während der Tour in England 2010 wurde er für fünf Jahre gesperrt, schaffte es jedoch wieder ins Nationalteam zurückzukehren. Mit diesem gelang ihm der Gewinn der World Twenty20 2009 und der Champions Trophy 2017. 2019 trat er vom Test Cricket zurück und konzentriert sich seitdem auf One-Day Internationals und Twenty20s.

## Kindheit und Ausbildung
Amir wurde 1992 in Gujar Khan in Punjab als sechstes von sieben Kindern geboren. 2003 wurde er bei einem lokalen Turnier entdeckt und in eine Sportakademie in Rawalpindi aufgenommen.

## Zeit als Aktiver

### Jugendspieler und nationales Cricket
Im Mai 2007 fiel er als 15-jähriger Wasim Akram bei einem Fast-Bowler-Trainingslager in Lahore auf und wurde daraufhin Teil der pakistanischen U19-Nationalmannschaft. Mit dieser begab er sich kurz darauf auf eine Tour nach England. Dort holte er mit acht Wickets bei einem Average von 16,37 die meisten Wickets seiner Mannschaft in der Jugend-ODI-Serie. 2008 nahm er an einem Jugend-Drei-Nationen-Turnier in Sri Lanka teil und konnte gegen Sri Lanka und England jeweils vier Wickets erzielen. Beim ICC U19-Cricket-Weltmeisterschaft 2008 in Malaysia konnte er auf Grund einer Verletzung keine wichtige Rolle spielen. Kurz darauf gab er sein Debüt im nationalen Cricket für die Rawalpindi Rams und spielte in der folgenden Saison für National Bank of Pakistan. In dieser erzielte er in der Debütsaison bei der Quaid-e-Azam Trophy 2008/09 insgesamt 55 Wickets.

### Durchbruch als Nationalspieler
Durch diese Leistung wurden auch die Selektoren der Nationalmannschaft auf ihn aufmerksam und er wurde für das Nationalteam für die World Twenty20 2009 in England nominiert. Dort gab er gegen England sein Twenty20-Debüt. Im Finale gegen Sri Lanka eröffnete er das Bowling für seine Mannschaft und erzielte im ersten Over mit seinem fünften Ball das Wicket von Tillakaratne Dilshan, den bis dahin bestem Run-Scorer des Turniers. Daraufhin konnte Pakistan das Spiel deutlich für sich entscheiden. In der Folge wurde er auch für das Test-Team Pakistans nominiert und hatte dort seinen ersten Einsatz bei der folgenden Tour in Sri Lanka. In seinem ersten Spiel erzielte er 6 Wickets. Weitere Wickets gelangen ihm nicht mehr in den verbliebenen beiden Spielen der Test Serie, Amir konnte sich jedoch in der ODI- und Twenty20-Serie etablieren. So wurde er auch für die darauffolgenden Touren der nächsten Saison nominiert.
Gegen Australien gelang ihm im ersten Test ein Fünf-Wicket-Haul, dennoch verlor Pakistan das Spiel deutlich. Beim ICC World Twenty20 2010 in den West Indies gelangen ihm im Gruppenspiel gegen Australien im letzten Over drei Wickets in einem Fünf-Wicket Maiden Over.

### Der Spot-fixing-Skandal
Im Sommer 2010 kam es zur Tour in England und sie schien Amir den endgültigen Durchbruch zu bescheren. Mit gerade einmal 18 Jahren war er der jüngste Bowler dem 50 Test-Wickets gelangen. Im dritten Test gelangen ihm im zweiten Innings 5 Wickets, dem jüngsten Spieler dem dieses in England geglückt ist, und er wurde zum Player of the Match gewählt.
Im vierten Test im Londoner Lord’s Cricket Ground war er im ersten Innings für 6 Wickets bei 84 Runs verantwortlich. Die Freude darüber änderte sich jedoch schlagartig am Abend des dritten Tages, als die Zeitung News of the World Anschuldigungen über Bestechlichkeit im pakistanischen Team veröffentlichte. Der Skandal begründete sich auf einem Interview mit versteckter Kamera mit dem Sportagenten Mazher Majeed, der behauptete für 150.000 Pfund zu ermöglichen, dass Bowler der pakistanischen Mannschaft in vorher festgelegten Overn No Balls spielen. Dieses würde es ermöglichen auf diese Vorfälle Wetten abzuschließen und damit Wettbetrug zu begehen. Involviert seien neben den beiden Bowlern für neue Bälle, Amir und sein Teamkollege Mohammad Asif, der Kapitän der Mannschaft, Salman Butt. In der Tat warfen Amir und Asif No Bowls zu den Zeitpunkten die in dem Video genannt wurden. So wurde im Live-Kommentar beim ersten Ball des dritten Over von Amir ein Übertreten beim Wurf von ESPN Cricinfo kommentiert mit „was an enormous no-ball, good half a metre over the line.“ (was für ein enormer no-ball, gut ein halber Meter über der Linie). Insgesamt handelte es sich um zwei No-balls von Amir und einem von Asif. Vor allem für Amir war ein No-ball ungewöhnlich, da er dafür nicht bekannt war. Nach den Berichten wurde die Polizei eingeschaltet und das Spiel ging am vierten Tag mit einer hohen Niederlage für Pakistan zu Ende.
Der Weltverband International Cricket Council veranlasste eine Untersuchung und sperrte die betroffenen Spieler vorläufig. Im November 2010 entschied der ICC über den Einspruch den Butt und Amir gegen die Suspendierung eingelegt hatten. Dieser beschied diesen negativ, womit Amir seinen zentralen Vertrag mit dem pakistanischen Verband verlor. Der ICC setzte eine Kommission ein um über den Fall zu entscheiden die am 5. Februar 2011 entschied Amir für fünf Jahre von allen Formen des Crickets auszuschließen. Alle Spieler hatten während der Anhörungen ihre Unschuld beteuert. Tags zuvor hatte der Crown Prosecution Service angekündigt Anklage wegen Korruption gegen die Spieler zu erheben. Der Prozess fand im Southwark Crown Court statt. Amir bekannte sich in diesem schuldig und führte sein Handeln auf den Druck zurück, den er als junger Spieler erfahren habe. Daraufhin erhielt er eine sechs-monatige Haftstrafe. Der Widerspruch gegen das Urteil wurde am 23. November 2011 abgelehnt und so verbüßte Amir die Hälfte seiner Strafe im Gefängnis. In späteren Interviews erklärte er, dass er schon bei den vorhergehenden Tests in England von Salman Butt angesprochen worden sei gezielte Aktionen im Spiel auszuführen. Er habe sich zunächst geweigert, sei aber dann mit angeblichen Mitschnitten der Anrufe und Textkommunikation unter Druck gesetzt worden.

### Rückkehr zum Cricket
Im Januar 2015 wurde Amir vom pakistanischen Verband erlaubt wieder vorzeitig im nationalen Cricket Pakistans zu spielen. Er hatte bis dahin nur Freundschaftsspiele außerhalb der Verbandsstrukturen spielen dürfen. Vom 2. September 2015 endete seine Sperre endgültig und er durfte auch wieder im internationalen Cricket aktiv werden. Seine Rückkehr auf die internationale Bühne hatte er beim ersten Twenty20 auf der Tour in Neuseeland am 15. Januar 2016, bei dem er mit Buhrufen empfangen wurde. Im Februar 2016 spielte er für die Karachi Kings in der Pakistan Super League 2016, bei dem ihm im Spiel gegen Lahore Qalandars ein Hattrick gelang. Beim Asia Cup 2016 erzielte er im Spiel gegen Indien im ersten Over zwei Wickets, und gab so seinem Team, das im eigenen Innings nur 83 runs uns erzielte noch einmal Hoffnung. Dennoch wurde das Spiel später klar verloren und Pakistan schied in der Vorrunde aus.
Im folgenden Sommer kehrte er für eine Tour nach England zurück. Zunächst gab es auf Grund der zurückliegenden Gefängnisstrafe Zweifel, ob Amir ein Visa erhalten würde. Nachdem sich der englische Verband für ihn einsetzte, wurde es jedoch ausgestellt. Seinen ersten Test nach der Sperre absolvierte er im Juni 2016 an dem Ort, an dem er die No-Balls ausgeführt hatte, die zur Suspendierung führten, dem Lord’s Cricket Ground. Dabei konnte er drei Wickets erzielen und Pakistan gewann das Spiel. Im dritten ODI der Tour in Nottingham unterlag Pakistan deutlich, jedoch gelang Amir mit 58 Runs die höchste Runzahl einer Nummer 11 im ODI-Cricket überhaupt. Im folgenden Winter konnte er sich auf den Touren gegen die West Indies, in Neuseeland und Australien und in den West Indies wieder im Team etablieren. Während des ersten Tests in den West Indies konnte er mit 6 Wickets für 44 Runs sein bisher bestes Bowling Ergebnis in Tests erzielen. Für den Sommer wurde er von Essex für das nationale englische Cricket verpflichtet.

### Gewinn der Champions Trophy
Bei der Champions Trophy 2017 begann schwierig für Amir. In den ersten beiden Spielen gegen Indien und Südafrika gelangen ihm keine Wickets und er trug sich im ersten Spiel eine Verletzung zu, die ihn zwang das Spielfeld zu verlassen. Erst im dritten Spiel gegen Sri Lanka konnte er überzeugen, als er als Bowler und Batsman entscheidenden Anteil daran hatte Pakistan ins Halbfinale zu führen. Das Halbfinale gegen Gastgeber England konnte er auf Grund von Rückenkrämpfen nicht bestreiten. Im Finale gegen Indien gelang es ihm neben den beiden Eröffnungs-Schlagmännern, Rohit Sharma und Shikhar Dhawan, auch den indischen Kapitän Virat Kohli früh aus dem Spiel zu nehmen und somit den Sieg für Pakistan zu bereiten.

### Weitere Karriere
Die Saison 2017/18 begann für Amir mit sportlichen Einschränkungen. So sagte er die Twenty20-Serie gegen eine World XI aus privaten Gründen ab. Bei der folgenden Tour gegen Sri Lanka hatte er zunächst einen schlechten Start im ersten Test und verletzte sich dann am Schienbein, so dass er für die weiteren Tests und ODIs nicht zur Verfügung stand. Nur ein Einsatz im dritten und letzten Twenty20 ermöglichte es ihm erstmals ein internationales Spiel in Pakistan zu absolvieren. Im Frühjahr 2018 wurde bekannt, dass er sich zukünftig bei Tests zurückhalten wolle, um seine Karriere zu verlängern und damit mehr auf die Limited-Overs-Formate zu konzentrieren. Hintergrund waren auftretende chronische Knieprobleme, die während der Tour in Irland und England bekannt wurden. Während der Touren kamen auch Zweifel an seinen Leistungen auf, die ihn in der Folge begleiten sollten.
Beim Asia Cup 2018 konnte er keine Wickets erzielen und wurde für das letzte Spiel aus der Mannschaft genommen. Als Konsequenz wurde er auch für die folgende Tour gegen Australien nicht nominiert. Um wieder zur Form zurückzufinden, konzentrierte er sich während der Zeit im nationalen pakistanischen Cricket für Sui Southern Gas Corporation. Auch gegen Neuseeland war er nicht Teil der Nationalmannschaft, wurde jedoch in Südafrika zum Ende des Jahres 2018 wieder ins Team berufen.
In der Vorbereitung für den Cricket World Cup 2019 der in England ausgetragen wurde, wurde er zunächst nicht für das Turnier nominiert, erhielt jedoch die Möglichkeit in der direkt vorher stattfindenden Tour in England zu spielen. Jedoch erlitt er eine Windpocken-Infektion und konnte so nur ein Spiel auf der Tour bestreiten. Dennoch war die Leistung der anderen Bowler Pakistans während der Tour so besorgniserregend, dass Amir dennoch für die Weltmeisterschaft nachnominiert wurde. Dort konnte er als bester pakistanischer Bowler mit 17 Wickets überzeugen, unter anderem mit einem 5 Wickets für 30 Runs gegen Australien.
Im Anschluss der Weltmeisterschaft verkündete er am 26. Juli 2019 mit 27 Jahren seinen Rücktritt vom Test-Cricket. Der Pakistanische Verband stufte ihn daraufhin bei der Neuvergabe der zentralen Verträge zurück und auch ehemalige Spieler kritisierten seinen Schritt. Er nutzte die Zeit unter anderem dafür eine gute Leistung bei der Bangladesh Premier League abzuliefern. Im Mai 2020 verlor er seinen zentralen Vertrag für Pakistan. Im Juni 2020 verzichtete er zunächst aus privaten Gründen auf eine Nominierung für die unter Isolationsbedingungen stattfindende Tour in England. Er entschied sich jedoch um, spielte dennoch bei der Twenty20-Serie, blieb jedoch Wicketlos. Nachdem er auch im nationalen Cricket nur mäßige Leistungen gezeigt hatte, wurde er gegen Simbabwe wieder aus dem Team gestrichen. Auch wurde er nicht für die folgende Tour in Neuseeland berücksichtigt. Nachdem er dem Pakistan Cricket Board in einem Interview mentale Folter vorwarf, trat er 17. Dezember 2020 vom internationalen Cricket zurück, behielt sich jedoch vor zurückzukehren, wenn die Leitung der Nationalmannschaft sich ändern sollte.

## Privates
Amir ist seit September 2016 verheiratet und hat zwei Kinder.